# اليهودية والعنف
ارتبطت المذاهب والنصوص اليهودية أحيانًا بالعنف. وكذلك القوانين التي تتطلب القضاء على الشر، والتي تستخدم في بعض الأحيان وسائل عنيفة، موجودة في التقليد اليهودي. ومع ذلك ، تحتوي اليهودية أيضا على مذاهب سلمية.  غالبًا ما يكون هناك تجاور بين القانون واللاهوت اليهودي وبين العنف واللاعنف من قبل الجماعات والأفراد. توجد مواقف وقوانين تجاه كل من السلام والعنف داخل التقاليد اليهودية. وعلى مر التاريخ، استخدمت النصوص أو التعاليم اليهودية للترويج للعنف، وكذلك لمعارضة العنف.
بعض النقاد للدين مثل جاك نيلسون يجادل بأن جميع الأديان التوحيدية هي عنيفة بطبيعتها. على سبيل المثال، كتب نيلسون-بالماير أن «اليهودية والمسيحية والإسلام ستواصل المساهمة في تدمير العالم إلى أن يتحدى كل منهما العنف في» النصوص المقدسة «وإلى أن يؤكد كل منها على اللاعنف، بما في ذلك قوة الله اللاعنفية».
يكتب بروس فيلير عن التاريخ القديم أن «اليهود الذين يعتزون بأنفسهم ويقولون بأن الإسلام هو الدين العنيف الوحيد، يتجاهلون ماضيهم عن قصد. ولا يوجد في أي مكان صراع بين الإيمان والعنف يوصف بشكل أكثر وضوحًا، ومع المزيد من التفاصيل حول القسوة، من الكتاب المقدس العبري». وبالمثل، يصف كل من براجراييف وفرفين العهد القديم بأنه مليء بالعنف ودليل على مجتمع عنيف وإله عنيف. ويكتبون عن ذلك «العديد من نصوص العهد القديم توصف قوة ومجد إله إسرائيل بلغة العنف». ويؤكدون أن أكثر من ألف مقطع يشير إلى يهوه على أنه يتصرف بعنف أو يدعم عنف البشر وأن أكثر من مائة مقطع يحتوي على أوامر إلهية لقتل البشر.
وتجادل الكنائس واللاهوتيين المسيحيين الإستبداليين بأن الديانة اليهودية هي دين عنيف وأنَ إله إسرائيل هو إله عنيف، في حين أن المسيحية هي دين سلام وأن إله المسيحية هو الذي يعبر عن الحب فقط. في حين أن هذه النظرة كانت شائعة في تاريخ المسيحية، وظلت فرضية شائعة بين المسيحيين، فقد رفضها اللاهوتيون والطوائف المسيحية الرئيسية منذ الهولوكوست.:1–5

## اليهودية الوسطية
اليهودية الوسطية ليست سلمية وتقبل العنف بغرض الدفاع عن النفس. يؤكد جيز باتون بورنس على أن المعتقدات اليهودية تقدر بوضوح مبدأ تقليل العنف. يمكن تقرير ذلك المبدأ كالتالي «(أينما) تسمح الشريعة اليهودية بالعنف لمنع شر من الوقوع، فهي تأمر باستخدام أقل قدر من العنف لتحقيق الهدف».

### اللاعنف
تؤيد النصوص الدينية لليهودية الرحمة والسلام، ويحتوي الكتاب العبري على الوصية الشهيرة «حب جارك كما تحب نفسك». طبقًا لمنصة كولومبوس لليهودية الإصلاحية 1947، «اليهودية، منذ زمن الأنبياء وهي تنشر للبشرية مثالًا على السلام العالمي، ساعيةً نحو نزع السلاح الروحي والجسدي لكل البلدان. ترفض اليهودية العنف وتعتمد على التربية الأخلاقية والحب والعطف».
لفلسفة اللاعنف جذور في اليهودية، تعود إلى التلمود اليروشلمي في القرن الثالث. بينما اللاعنف المطلق ليس شرطًا أساسيًا لليهودية، يحدّ الدين بشدة من استخدام العنف، أحيانًا ما يصبح ذلك اللاعنف الطريقة الوحيدة لتحقيق حياة من الصدق والعدل والسلام، ما تعتبره اليهودية الأدوات الثلاث للمحافظة على العالم.

## الحرب
تحظى رواية الكتاب المقدس عن معارك كنعان، والأوامر المرتبطة بها، بتأثير عميق على الثقافة الغربية. تعاملت المعتقدات اليهودية السائدة مع تلك النصوص على مر التاريخ على أنها تاريخية بحتة أو مكيّفة إلى حد كبير، وعلى أن أحداثها لا ترتبط بالأوقات اللاحقة.
شهدت فترة الهيكل الثاني توسعًا في النزعة العسكرية والعنف بهدف تطويق الاعتداء على التأثير اليوناني الروماني واليهودي الهلنستي في يهودا. أثناء حصار متسادا، ولاحقًا في ثورة بار كوخبا،  استمدت مجموعات مثل المكابيين والزيلوت والسيكاري قوتها من رواية الكتاب المقدس عن الفتح العبري والهيمنة على أرض الميعاد، وحصلوا أحيانًا على دعم الحاخامات، ومعارضتهم في أحيان أخرى.
في العصر الحديث، يحكم القانون الإسرائيلي الأعمال العسكرية التي تنفذها دولة إسرائيل، وهو يشمل شريعة نقاء الأسلحة المستندة جزئيًا على المعتقدات اليهودية؛ تدمج شريعة الجيش الإسرائيلي 1992 للقواعد السلوكية بين القانون الدولي والتراث اليهودي والمدونة الأخلاقية التقليدية الخاصة بالجيش الإسرائيلي. ولكن، تسبب التوتر بين الإجراءات التي تتخذها الحكومة الإسرائيلية من ناحية، والتقاليد اليهودية والهالاخاه بخصوص شن الحرب من ناحية أخرى، في الجدل داخل إسرائيل وأسس قاعدة للانتقادات الموجهة نحو إسرائيل. تشجع بعض التيارات الصهيونية المتطرفة على الحرب الدموية وتسوغها بنصوص الكتاب المقدس.